# Sclerasterias parvulus
Sclerasterias parvulus är en sjöstjärneart som först beskrevs av Perrier 1891.  Sclerasterias parvulus ingår i släktet Sclerasterias och familjen trollsjöstjärnor. Inga underarter finns listade i Catalogue of Life.